# Ricardo Daniel Flores
Ricardo Daniel Flores, arquitecto nacido en Buenos Aires, Argentina, en 1965.

## Biografía
Estudia arquitectura en la Escuela de Arquitectura, Urbanismo y Diseño de Buenos Aires (FADU), por la que se gradúa en 1992.
Máster en Urbanismo por la Escuela Técnica Superior de Arquitectura de Barcelona, UPC, en 1996 con una tesis final titulada “Espacios de transición”, dirigida por Manuel de Solà-Morales. Actualmente prepara su tesis doctoral del programa de doctorado de la Escuela Técnica Superior de Arquitectura de Barcelona, UPC. 

## Trayectoria
En Buenos Aires colabora entre 1989 y 1993 con diferentes estudios de arquitectura, entre otros Aslan Ezcurra Arquitectos y Baudizzone-Lestard & Asociados Arquitectos. 
Ya en Barcelona, colabora en el estudio del arquitecto Manuel de Solà-Morales, participando en la exposición del proyecto “Alexanderpolder, New Urban Frontiers, en Róterdam, Holanda, 1993. 
De 1993 a 1998 colabora con el estudio de Enric Miralles, participando en numerosos proyectos y concursos, entre los que destacan el del Parque de Mollet del Vallés y la ampliación del Ayuntamiento de Utrecht, Holanda.
Desde 2008 es miembro del comité editorial de la revista de arquitectura Feuille Internationale d’Architecture. 
En 1998, junto con la arquitecta Eva Prats, funda Flores&Prats, un estudio que combina la reflexión y la investigación con el diseño y la actividad constructiva.

## Proyectos
- Casa en una maleta (Barcelona, 1997).

- Plan de renovación del casco antiguo de Villanueva y Geltrú (Barcelona, 1999)

- Jardines de Fabra y Coats (Barcelona, 1999))[3]

- Observatorio de Seva (Barcelona, 2004)

- Bornholms Museum (Ronne, Dinamarca, 2004)[4]

- Hotel Nuevo Triunfo (Barcelona, 2002)[4]

- Museo de los Molinos (Palma de Mallorca, 2002)[5]

- Viviendas en Guisona (Lérida, 2004)

- Nave Yustes (Barcelona, 2005)

- Plaza en el Besós (Barcelona, 2005)

- Plaza Nicaragua (Barcelona, 2005)[6]
- Casa Providencia(Barcelona, 2006)[4]

- Edificio 111 (Barcelona, 2011)[7]

- Palau Balaguer (Palma de Mallorca, en construcción)

- Microsoft Milán (Milán, Italia, 2013)

- Sala Beckett (Barcelona, en construcción)

## Docencia
Entre 1991-1993 imparte clases en la Escuela de Arquitectura, Diseño y Urbanismo de Buenos Aires. Tutor del 2004 al 2012 de los proyectos de fin de carrera de la Escuela Superior de Arquitectura de la Universidad Internacional de Cataluña (ESARQ-UIC). Profesor del máster Laboratory of Housing (del 2005 al 2012) y profesor asociado (desde el 2009) de la Escuela Técnica Superior de Arquitectura de Barcelona, UPC. 
Profesor invitado en distintos talleres sobre arquitectura en universidades de varios países: Real Academia de Bellas Artes de Copenhagen (Dinamarca), Escuela de Arte y Arquitectura de Oslo (Noruega), Universidad de Newcastle upon Tyne (Reino Unido), Escuela de Arquitectura Mackintosh en Glasgow (Escocia), Universidad de Sídney, Universidad de Nueva Gales del Sur en Sídney (Australia), Facultad de Arquitectura “La Sapienza” de Roma, Facultad de Arquitectura de Venecia (Italia), Facultad de Arquitectura de Buenos Aires (Argentina). 
Coordinador, con Eva Prats, de talleres de arquitectura para el máster “Arquitectura. Crítica y Proyecto”  de la Escuela Técnica Superior de Arquitectura de Barcelona de la Universidad Politécnica de Cataluña sobre Enric Miralles (1998) John Hejduk (1999), Juan Navarro Baldeweb (2010), Cedric Price (2001) y Clorindo Testa (2002).

## Publicaciones
Es autor, junto con Eva Prats, de los siguientes libros John Hejduk: house for a poet (Edicions UPC, 2000), Through the canvas (Actar, 2008) y Mesurar Pompeia (ETSAB UPC, 2012); así como de numerosos ensayos sobre arquitectura.